# Ventalon-en-Cévennes
Ventalon-en-Cévennes es una comuna nueva francesa situada en el departamento de Lozère, de la región de Occitania.

## Historia
Fue creada el 1 de enero de 2016, en aplicación de una resolución del prefecto de Lozère de 14 de diciembre de 2015 con la unión de las comunas de Saint-Andéol-de-Clerguemort y Saint-Frézal-de-Ventalon, pasando a estar el ayuntamiento en la antigua comuna de Saint-Frézal-de-Ventalon.

## Demografía
| Gráfica de evolución demográfica de Ventalon-en-Cévennes entre 1800 y 2013 |
|                                                                            |

Los datos entre 1800 y 2013 son el resultado de sumar los parciales de las dos comunas que forman la nueva comuna de Ventalon-en-Cévennes, cuyos datos se han cogido de 1800 a 1999, para las comunas de Saint-Andéol-de-Clerguemort y Saint-Frézal-de-Ventalon de la página francesa EHESS/Cassini. Los demás datos se han cogido de la página del INSEE.

## Composición
| Comuna delegada             | Código INSEE | Población (2013) | Superficie (km²) | Densidad (hab./km²) |
| --------------------------- | ------------ | ---------------- | ---------------- | ------------------- |
| Saint-Andéol-de-Clerguemort | 48134        | 98               | 6.86             | 14                  |
| Saint-Frézal-de-Ventalon    | 48152        | 152              | 16.89            | 9                   |